# Jägermeister

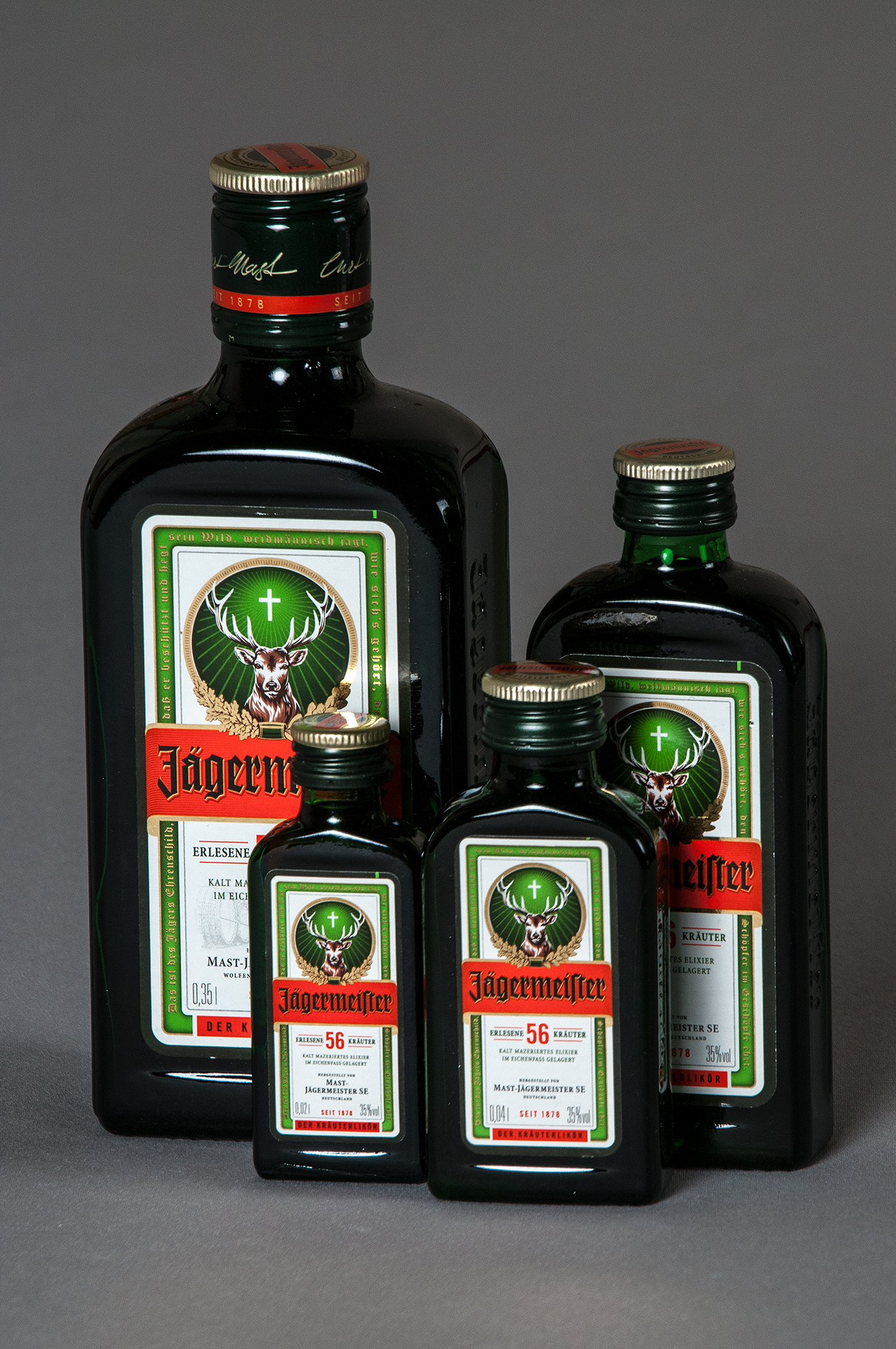
Jägermeister występuje w butelkach o różnej pojemności

Jägermeister (z niem. mistrz łowiectwa, mistrz polowania, nazwa stylizowana: Jägermeiſter) – niemiecki likier ziołowo-korzenny o słodko-gorzkim smaku, zawierający 35% alkoholu. Recepturę otrzymywania opracował w 1934 po latach prób Curt Mast – myśliwy i gorzelnik. Otrzymywany jest w wyniku macerowania w spirytusie 56 ziół i przypraw korzennych. Dokładny skład tego popularnego likieru korzennego jest pilnie strzeżoną tajemnicą. Proces macerowania, prowadzony w dębowych beczkach, trwa około roku. Następnie macerat jest filtrowany, rozcieńczany wodą i alkoholem oraz doprawiany karmelem. Według producenta najlepiej smakuje schłodzony do −18 °C.

## Charakterystyka
Charakterystycznym znakiem rozpoznawczym jest głowa jelenia z krzyżem między porożem, który odnosi się do św. Huberta – patrona myśliwych.
Curt Mast uważał, że dla osiągnięcia sukcesu handlowego ważna będzie odpowiednia butelka. Przeprowadzał doświadczenia, tłukąc różne butelki dostępne na rynku i doszedł do wniosku, że butelka o kształcie prostokątnym, z grubego szkła jest najmocniejsza. Chcąc powiązać ją bardziej z marką produktu, postanowił, że będzie w kolorze zielonym, kojarzącym się z mundurem myśliwskim.

## Historia
Wilhelm Mast był producentem octu i handlarzem wina w mieście Wolfenbüttel w Niemczech. Jego syn, Curt Mast (1897-1970), pasjonował się produkcją napojów spirytusowych i likierów i zawsze chętnie pomagał ojcu w tej branży nawet w młodym wieku. W 1934 r., w wieku 37 lat, po przejęciu firmy ojca, Curt opracował przepis na likier ziołowy, który nazwał "Jägermeister". 

Logo Jägermeister – głowa jelenia z krzyżem między porożem, co ma nawiązywać do patrona myślistwa

Curt był entuzjastycznym myśliwym. Nazwa Jägermeister w języku niemieckim dosłownie oznacza „mistrz myśliwski”, „mistrz łowiecki” lub „mistrz polowania”. Jest to także tytuł dla urzędnika wysokiego szczebla zajmującego się sprawami związanymi z łowiectwem i hazardem. Termin Jägermeister istniał jako tytuł zawodowy przez wiele wieków. W 1934 roku nowe prawo łowieckie Rzeszy (Reichsjagdgesetz) na nowo zdefiniowało ten termin, stosując go do starszych leśników, strażników zwierzyny łownej i leśniczych w niemieckiej służbie cywilnej. Hermann Göring został mianowany Reichsjägermeisterem (Mistrzem Myśliwskim Rzeszy) po wprowadzeniu nowej ustawy łowieckiej. I tak, gdy w 1935 roku wprowadzono Jägermeistera, jego nazwa była już znana Niemcom, którzy niekiedy nazywali go „Göring-Schnaps”.
Jägermeister zwrócił na siebie większą uwagę na arenie międzynarodowej, zwłaszcza dzięki pracy Sidneya Franka (1919-2006), który prowadził amerykańską firmę importującą alkohol. Od lat 80. promował ten napój na rynku młodzieżowym i studenckim, jako napój na imprezy – zupełnie inną niszę niż tradycyjna, konserwatywna pozycja marki na rodzimym rynku niemieckim. Nowojorski magazyn zacytował firmę zajmującą się badaniem rynku, która określiła go jako „geniusza promocji” za stworzenie „likieru o nie do wymówienia nazwie... pijanego przez starszych, niebieskich Niemców jako środka wspomagającego trawienie po kolacji... synonimem „imprezy””. Firma Mast-Jägermeister ostatecznie zakupiła Sidney Frank Importing w 2015 r.
W 2012 roku Jägermeister wprowadził na rynek napoje z dodatkiem premiksów jako rozszerzenie marki. Napoje te występują w dwóch smakach, „surowym” i „imbirowym”.